# فلورا مارتيروسيان
فلورا آرتاشسی مارتیروسيان (بالأرمنية: Ֆլորայ Արտաշեսի Մարտիրոսեան)‏ 5 فبراير 1957 - 20 نوفمبر 2012)، مطربة أرمنية شعبية ومؤسسة لمؤسسة "Artists for Peace" ومؤسسة الحركة الثقافية "Never Again".

## السيرة الذاتية
ولدت فلورا مارتیروسيان في 5 فبراير 1957 في لنيناكان (الآن غيومري)، الأرمينية SSR والاتحاد السوفيتي لأسرة مكونة من رياضيًا وربة منزل. ورثت مهاراتها الصوتية من والدتها. درست مارتیروسيان في مدرسة غيومري الموسيقية. جلبت لها مشاركتها في مسابقة غارون 73 في عام 1973 الجائزة بالمرتبة الأولى. بعد تخرجها من معهد يريفان الحكومي، تزوجت لاحقًا من هراهات جيفورجيان، الصحفي، في عام 1987. فازت مارتیروسيان بأول جائزة دولية لها في مهرجان هامبورغ الدولي في عام 1978. أغنية تسوفاستجيك (مؤلف: جوسان أشوت) التي أحضرت للمغنية شهرة عظيمة، تم الاعتراف بها كأغنية رائعة لمدة 15 عامًا. أجرت مارتروسيان حفلات غنائية في أكثر من 60 دولة حول العالم. انتقلت العائلة إلى لوس أنجلوس، كاليفورنيا في عام 1987 وعادت إلى يريفان في عام 1997.
كانت مارتیروسيان مديرة مدرسة أورغن تيغرانان الموسيقية في يريفان بين عامي 1997 و 2001. ثم انتقلت مرة أخرى إلى لوس أنجلوس بعد أن تلقى زوجها وظيفة. أسست مارتیروسيان أكاديمية كوميتاس الموسيقية في لوس أنجلس في عام 2002. وفي عام 2007، أنشأت مؤسسة الفنانين من أجل السلام الخيرية والتي جذبت عددًا كبيرًا من المطربين المشهورين عالميًا وعشاق هوليوود الذين انضموا تحت شعار «لن أكرر أبدًا» لرفع صوتهم احتجاج ضد الإبادة الجماعية. قدمت مارتروسيان، في عام 2011، أول حفل لها في لوس أنجلوس. في عام 2005، فازت كريستين بيبيليان بجائزة «أفضل ثنائي» في لوس أنجلوس.
توفيت المغنية في 20 نوفمبر 2012. ويُعتقد أن مضاعفات عملية جراحية في المرارة هي سبب وفاتها. دُفنت المغنية في كوميتاس مدينة آلهة يريفان يوم 12 ديسمبر 2012.
صرحت الرئيسة سيرج سركسيان بأنها كانت «وطنية حقا»، ثم واصلت «الجماهير، التي جمعتهم في الوطن وفي الشتات، تتحدث عن العرقية لأغانيها، والتي كسبتها كمغنية مميزة وفنانة أرمينية».

## روابط خارجية
- The Best of Flora Martirosyan on YouTube
- Yerevan to host last farewell to celebrated singer, Tert.am